# Вердия
Ве́рдия (фин. Viertävä) — деревня в Котельском сельском поселении Кингисеппского района Ленинградской области.

## История
Упоминается как деревня Verdeia by в Толдожском погосте в шведских «Писцовых книгах Ижорской земли» 1618—1623 годов.
На карте Ингерманландии А. И. Бергенгейма, составленной по шведским материалам 1676 года, она обозначена как деревня Wärda.
На шведской «Генеральной карте провинции Ингерманландии» 1704 года — как Wärdea.
На карте Санкт-Петербургской губернии Ф. Ф. Шуберта 1834 года обозначена как деревня Вердиво.

ВЕРДЕВО — деревня принадлежит генерал-майору Альбрехту, число жителей по ревизии: 36 м. п., 52 ж. п. (1838 год)

В пояснительном тексте к этнографической карте Санкт-Петербургской губернии П. И. Кёппена 1849 года она записана как деревня Werdäwa (Вердево, Вердиво) и указано количество её жителей на 1848 год: савакотов — 39 м. п., 40 ж. п., всего 79 человек, води — 8 м. п., 3 ж. п., всего 11 человек.
Согласно карте профессора С. С. Куторги 1852 года деревня называлась Вердиво.

ВЕРДОВО — деревня генерал-майора Альбрехта, 10 вёрст по почтовой, а остальное по просёлкам, число дворов — 16, число душ — 36 м. п. (1856 год)

ВЕРДИЯ — деревня, число жителей по X-ой ревизии 1857 года: 23 м. п., 30 ж. п., всего 33 чел.

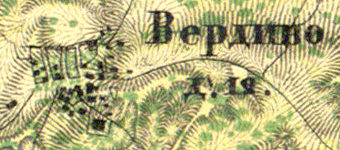
Деревня Вердия на карте 1860 года

Согласно «Топографической карте частей Санкт-Петербургской и Выборгской губерний» в 1860 году деревня называлась Вердиво и насчитывала 12 дворов.

ВЕРДИВО — деревня владельческая при колодцах, число дворов — 16, число жителей: 24 м. п., 30 ж. п. (1862 год)

В 1872—1873 годах временнообязанные крестьяне деревни Вереды выкупили свои земельные наделы у П. К. Альбрехт и стали собственниками земли.

ВЕРДИЯ — деревня, по земской переписи 1882 года: семей — 13, в них 24 м. п., 26 ж. п., всего 50 чел.

ВЕРДИЯ — деревня, число хозяйств по земской переписи 1899 года — 16, число жителей: 30 м. п., 36 ж. п., всего 66 чел.;
 разряд крестьян: бывшие владельческие; народность: финская

В конце XIX — начале XX века деревня административно относилась к Котельской волости 2-го стана Ямбургского уезда Санкт-Петербургской губернии. Население деревни было исключительно финским.
Согласно данным переписи населения СССР 1926 года в деревне Вердия Корветинского сельсовета Котельской волости Кингисеппского уезда проживали 79 человек, большинство финны, а также русские.
По данным 1933 года деревня Вердия входила в состав Корветинского сельсовета Кингисеппского района.

План деревни Вердия. 1938 год

Согласно топографической карте 1938 года деревня называлась Вердево и насчитывала 22 двора.
По данным 1966 и 1973 годов деревня Вердия находилась в составе Великинского сельсовета.
По данным 1990 года деревня Вердия входила в состав Котельского сельсовета.
В 1997 году в деревне Вердия проживали 6 человек, в 2002 году — 17 человек (русские — 94 %), в 2007 году — 3.

## География
Деревня расположена в северо-восточной части района к востоку от озера Глубокое и к северу от автодороги А180 (E 20) (Санкт-Петербург — Ивангород — граница с Эстонией) «Нарва».
Расстояние до административного центра поселения — 14 км.
Расстояние до ближайшей железнодорожной платформы Кямиши — 7 км.

## Демография
| 1862 | 2007 | 2010 | 2017 |
| ---- | ---- | ---- | ---- |
| 54   | ↘3   | ↗6   | ↘3   |

### Национальный состав
Согласно данным Всероссийской переписи населения 2021 года в деревне проживали 8 человек, все русские.